# Hatto Kallfelz
Hatto Kallfelz (* 15. Juni 1934 in Dresden; † 8. Juni 2017) war ein deutscher Mittelalterhistoriker und Archivar.
Kallfelz studierte Geschichte, Deutsch und Katholische Theologie an der Julius-Maximilians-Universität Würzburg und promovierte 1961 bei Karl Bosl mit einer Dissertation über das  Standesethos des Adels im 10. und 11. Jahrhundert. Danach absolvierte er eine Ausbildung als Archivar. Er war ab 1968 am Staatsarchiv Würzburg und 1982 bis zur Pensionierung 1999 dessen Leiter.
Er gab Band 22 (Lebensbeschreibungen einiger Bischöfe des 10. bis 12. Jahrhunderts) in der Reihe Ausgewählte Quellen zur deutschen Geschichte des Mittelalters der Monumenta Germaniae Historica heraus.